# Фосфиды никеля
Фосфиды никеля — неорганические соединения металла никеля и фосфора,
серые кристаллы.
| Состав | Мол. масса | Плотность г/см³ | Тпл. °С    | Свойства                                                                                                   | Получение                                                                           |
| ------ | ---------- | --------------- | ---------- | --- | ----------------------------------------------------------------------------------- |
| Ni3P   | 207,05     | 3,98            | разл. 970  | тетрагональная сингония,пространственная группа I 4, параметры ячейки a = 0,891 нм, c = 0,439 нм, Z = 8    | электролиз расплава Na3PO4 и NiO                                                    |
| Ni5P2  | 355,41     | 7,283           | 1180; 1185 | | сплавление CaHPO4, NiO и углерода                                                   |
| Ni7P3  | 503,78     |                 |            | |                                                                                     |
| Ni2P   | 148,36     | 6,31; 7,2       | 1110; 1112 | тригональная сингония, пространственная группа P 321, параметры ячейки a = 0,5850 нм, c = 0,3365 нм, Z = 3 | {\displaystyle {\mathsf {4Ni+2PI_{3}\ {\xrightarrow {T}}\ 2Ni_{2}P+3I_{2}}}}        |
| Ni3P2  | 238,03     | 5,99            |            | | {\displaystyle {\mathsf {3NiCl_{2}+2PH_{3}\ {\xrightarrow {T}}\ Ni_{3}P_{2}+6HCl}}} |
| Ni6P5  | 507,03     |                 |            | |                                                                                     |
| Ni2P3  | 210,31     |                 |            | | нагревание хлорида никеля(II) с парами фосфора                                      |
| NiP    | 89,67      |                 |            | |                                                                                     |
| NiP2   | 120,64     | 4,62            |            | | нагревание сплава олова-никеля с фосфором при 700 °С                                |
| NiP3   | 151,61     | 4,19            |            | | нагревание сплава олова-никеля с избытком фосфором                                  |
| NiP4   | 182,59     |                 |            | |                                                                                     |